# Eleição municipal de Araxá em 2016
A eleição municipal de Araxá em 2016 foi realizada para eleger um prefeito, um vice-prefeito e 15 vereadores no município de Araxá, no estado brasileiro de Minas Gerais. Foram eleitos) e  para os cargos de prefeito(a) e vice-prefeito(a), respectivamente. Seguindo a Constituição, os candidatos são eleitos para um mandato de quatro anos a se iniciar em 1º de janeiro de 2017. A decisão para os cargos da administração municipal, segundo o Tribunal Superior Eleitoral, contou com 75 628 eleitores aptos e 13 543 abstenções, de forma que 17.91% do eleitorado não compareceu às urnas naquele turno.

## Resultados

### Para prefeito
A eleição para prefeito contou com 3 candidatos em 2016: Mauro da Silveira Chaves do Partido da Social Democracia Brasileira, Daniel Rosa do Partido dos Trabalhadores, Aracely de Paula do Partido da República que obtiveram, respectivamente, 23 216, 2 070, 30 398 votos. O Tribunal Superior Eleitoral também contabilizou 17.91% de abstenções nesse turno.
| Candidato(a)                    | Vice                                          | Coligação                                | Votos recebidos | Percentual |
| ------------------------------- | --------------------------------------------- | ---------------------------------------- | --------------- | ---------- |
| Aracely de Paula (PR)           | Lidia Maria de Oliveira Jordao Rocha da Cunha | União Gestão e Resultado                 | 30398           | 54.59%     |
| Mauro da Silveira Chaves (PSDB) | Pedrinho da Mata                              | Araxa Pode Mais                          | 23216           | 41.69%     |
| Daniel Rosa (PT)                | Vicente Donizetti da Silva                    | Educação, Participação e Desenvolvimento | 2070            | 3.72%      |

### Para vereador
Na decisão para o cargo de vereador na eleição municipal de 2016, foram eleitos 15 vereadores com um total de 55 560 votos válidos. O Tribunal Superior Eleitoral contabilizou 2 411 votos em branco e 4 114 votos nulos. De um total de 75 628 eleitores aptos, 13 543 (17.91%) não compareceram às urnas.
| Nome                        | Partido político                     | Coligação                                | Votos recebidos | Percentual |
| --------------------------- | ------------------------------------ | ---------------------------------------- | --------------- | ---------- |
| Rubens Magela da Silva      | Partido Republicano Brasileiro (PRB) | Araxá Somos Todos Nós                    | 2214            | 3.98%      |
| João Bosco Junior           | Avante (AVANTE)                      | Projeto Vitória                          | 2192            | 3.95%      |
| Carlos Roberto Rosa         | Solidariedade (SD)                   | União                                    | 1544            | 2.78%      |
| Fernanda de Castelha Afonso | Partido Social Liberal (PSL)         | Araxá em Primeiro Lugar                  | 1366            | 2.46%      |
| Raphael Rios de Oliveira    | Solidariedade (SD)                   | União                                    | 1079            | 1.94%      |
| Alexandre Carneiro de Paula | Partido da República (PR)            | Unidos por Araxa                         | 1016            | 1.83%      |
| Cesar Romero da Silva       | Partido da República (PR)            | Unidos por Araxa                         | 1006            | 1.81%      |
| Hudson Fiuza Lemos          | Partido Social Liberal (PSL)         | Araxá em Primeiro Lugar                  | 999             | 1.8%       |
| Jose dos Reis de Paula      | Partido dos Trabalhadores (PT)       | Educação, Participação e Desenvolvimento | 894             | 1.61%      |
| Adolfo Mauricio da Silva    | Avante (AVANTE)                      | Projeto Vitória                          | 888             | 1.6%       |
| Edson Gaspar de Souza       | Partido Trabalhista Brasileiro (PTB) | Futuro Somos Nós                         | 865             | 1.56%      |
| Fabiano Santos Cunha        | Partido Republicano Brasileiro (PRB) | Araxá Somos Todos Nós                    | 865             | 1.56%      |
| Luiz Carlos Bittencourt     | Podemos (PODE)                       | Araxá em Primeiro Lugar                  | 820             | 1.48%      |
| Fárley Pereira de Aquino    | Democratas (DEM)                     | Trabalho e Honestidade                   | 773             | 1.39%      |
| Jose Valdez da Silva        | Partido da Mulher Brasileira (PMB)   | Unidos pela Renovação                    | 576             | 1.04%      |